# Рафаловка
Рафа́ловка (укр. Рафа́лівка, с 1902 — Полицы, с 1927 — Новая Рафаловка, с 1959 — Рафаловка) — посёлок в Варашском районе Ровненской области Украины. Административный центр Рафаловской поселковой общины.

## Географическое положение
Посёлок расположен на берегу реки Стырь.

## История
Село Полицы было основано в 1902 году в Волынской губернии Российской империи.
В январе 1918 года здесь была установлена Советская власть, однако уже в феврале 1918 года поселение оккупировали австро-немецкие войска, которые оставались здесь до ноября 1918 года. В дальнейшем село оказалось в зоне боевых действий гражданской войны. После окончания советско-польской войны в соответствии с Рижским мирным договором в 1921—1939 гг. находилась в составе Польши. Изначально относилась к Полесскому воеводству, с 1930 перешла в Сарненский повет Волынского воеводства и была центром гмины Рафаловка.
После начала Великой Отечественной войны с 4 июля 1941 до 11 января 1944 года поселение находилось под немецкой оккупацией. Во время оккупации в Рафаловке существовало гетто, в котором были заключены более 600 местных евреев и почти 1900 жителей окрестных деревень. 29 августа 1942 года каратели СД из Ровно расстреляли жителей гетто в ямах, подготовленных в 3 км к северу от Рафаловки. Около трети евреев удалось избежать казни и бежать из посёлка, но через несколько дней их выследили и убили полицейские, и жандармы.
В 1943 году Рафаловка была местом прибытия польских беженцев, спасающихся от Волынской резни. С железнодорожного вокзала в Рафаловке немцы вывозили беженцев на принудительные работы в Третий рейх. 30 июля 1943 г. неопределённое количество поляков погибло во время атаки УПА.
В 1959 году населённый пункт получил статус посёлка городского типа. В 1975 году здесь действовали лесопильный завод, асфальтовый завод и мебельная фабрика.

## Население
| Демографическая ситуация | Демографическая ситуация | Демографическая ситуация | Демографическая ситуация | Демографическая ситуация | Демографическая ситуация | Демографическая ситуация | Демографическая ситуация |
| ------------------------ | ------------------------ | ------------------------ | ------------------------ | ------------------------ | ------------------------ | ------------------------ | ------------------------ |
| Год                      | 1921                     | 1989                     | 2001                     | 2007                     | 2008                     | 2009                     | 2013                     |
| Население                | 1 315                    | 3 738                    | 3 419                    | 3 337                    | 3 327                    | 3 335                    | 3 406                    |

## Экономика
Лесхоз, Рафаловская мебельная фабрика, лесопильный и асфальтовый заводы.

## Транспорт
Железнодорожная станция на линии Ковель — Сарны (Львовская железная дорога).